# Estación de Túa
La Estación Ferroviaria de Túa, igualmente conocida como Estación de Túa, es una plataforma ferroviaria de las líneas del Túa y Duero, que sirve a parroquias de Castanheiro, en el ayuntamiento de Carrazeda de Ansiães, en Portugal.

## Historia
Los principios de la estación de Túa se remontan a la construcción de la Línea del Duero. Esta línea, que debería unir Porto a España, atravesando primero las tierras menos desarrolladas al norte del Duero (en la época), y entrando después en el valle del gigante ibérico, llegó a la estación del Túa el 1 de  septiembre de 1883, con la apertura del tramo Pinhão-Túa. Durante casi 4 años, la estación de Túa fue terminal de la Línea del Duero, donde también permanece la rotonda o placa giratoria necesaria para la reversión de marcha de las locomotoras de vapor.
En 1887, la estación de Túa sería escenario de la apertura de 2 nuevos tramos ferroviarios:
- 10 de enero: Túa - Pocinho;
- 27 de septiembre: Túa - Mirandela.

El primero fue la continuación de la Línea del Duero, la cual sería concluida  el 9 de  diciembre de 1887 con la llegada del comboi a Barca de Alba, donde la vinculación internacional se llevaría a cabo a partir del Puente del Águeda. El segundo hizo historia al constituir el nacimiento de la línea del Túa.
La estación ferroviaria de Túa constituía hace no mucho tiempo atrás la terminal del sub-tramo de servicio de pasajeros Régua-Túa. Hoy en día cualquier comboi de pasajeros que pase de Régua va siempre hasta Pocinho.
Es en la estación de Tua donde el único servicio de convoyes a vapor todavía existente en Portugal para, y regresa hasta Régua. Este comboi, que por motivos de seguridad circula muchas veces con una máquina diésel en vez de la máquina a vapor, lleva un tiempo de viaje por encima de la media, constituyendo un viaje de placer por el Valle del Duero.
Durante el accidente del 12 de febrero de 2007 en la línea del Túa, la estación de Túa sirvió como base de operaciones para los servicios que prestaron socorro en las víctimas, y de buscar a las víctimas mortales.
En el espacio de la estación se puede encontrar material histórico de vía estrecha. En un sotechado cercado, se encuentra una máquina a vapor y algunos vagones y vagonetas, de los cuales se destaca una rara (aunque en muy mal estado) oficina postal.
Dos vagones napolitanas, que se encontraban fuera del sotechado, fueron destruidas en un incendio en 2009, el cual también dañó el almacén de la estación. Estos vagones, construidos en las Oficinas Ferroviarias Meridionales de Nápoles en 1931, efectuaron su servicio en Portugal en otras líneas, como las de Guimarães, Corgo y Vouga, siendo las que llegaron finalmente a estaciones como las de Guimarães (en el último viaje antes de la reconversión a vía ancha) y Chaves. Antes de su destrucción, se encontraban en un estado de degradación y vandalismo generalizado.

## Características
La estación ferroviaria de Túa es la única de las 4 estaciones de la línea del Duero donde comienzan las vías estrechas afluentes, que se encuentra rodeada por la vía ancha y por la vía estrecha. De esta forma, cualquier que sea el sentido, llegar al edificio de la estación obliga a atravesar las vías.

### Servicios
En mayo de 2011, esta estación era servida por convoyes Interregionales de la empresa Comboios de Portugal.

### Localización y accesos
La Estación se encuentra en las parroquias de Castanheiro, con acceso por la Calle de la Estación.

### Caracterización física y arquitectura
En enero de 2011, contaba con tres vías de circulación, con 348, 641 y 633 metros de longitud, y dos plataformas, que presentaban 114 y 99 metros de longitud, y 35 centímetros de altura; existía, igualmente, un sistema de información al público y de abastecimiento de gasóleo, prestado por la Red Ferroviaria Nacional. En octubre de 2004, se podían efectuar maniobras, y esta plataforma presentaba la clasificación E de la Red Ferroviaria Nacional.
De dos alturas, un cuerpo principal y dos espacios laterales de una altura, posee también en el espacio total de la estación un almacén de mercancías, dos pequeñas placas giratorias adjuntas, y una gran placa giratoria, para la inversión de marcha de las locomotoras a vapor. En el pasado, las placas más pequeñas servían para transferir cargas de la línea del Túa a la del Duero, a través de una grúa manual también existente, y a mayores, además de la inversión de marcha, permitía al material de vía estrecha circular hasta un pequeño almacén del lado de vía ancha. Esto ya no es posible, una vez que los carriles de vía estrecha fueron retirados del lado de la vía ancha.